# Настанет день (фильм, 1959)
«Настанет день» (урду جاووووا سویرا‎, Jago Hua Savera) — пакистанский драматический фильм 1959 года режиссёра Аджая Кардара, по рассказу бенгальского писателя Маника Банерджи. Из-за смены власти в Пакистане и отделения Бангладеш фильм в 1960-е исчез, восстановлен только спустя 50 лет.
Фильм завоевал Золотую медаль на 1-м Московском международном кинофестивале в 1959 году; в 1960 году был выдвинут от Пакистана на «Оскар» в номинации «Лучший фильм на иностранном языке», но не вошел в шорт-лист премии.

## Сюжет
О повседневной жизни семья рыбаков из деревушки Сайтнол в дельте Ганга, что недалеко от Дакки на востоке Пакистана (ныне — Бангладеш). Невыносимая тяжесть ежедневной борьбы за существование, безнадёжная нищета несмотря на изматывающий труд… ведь лодки, труд на которых даёт пропитание рыбакам, принадлежат ростовщикам, а улов скупается посредниками. Два друга — многодетный семьянин Миан и одиночка Ганджу стремятся к мечте — к своей лодке. Миан еле успевает расплачиваться с кредиторами, идёт день за днем, и кажется, он никогда не сможет накопить на собственную лодку. Его друг Ганджу уже почти накопил, и гордо показывает Миану строящуюся для него лодку — но ему удалось накопить так как, в отличие от Миан, у него нет большой семьи, которую нужно содержать. Но пока лодка Ганджу строится, они вместе в ночь под светом лап ходят в дельту Ганга на промысел — одна надежда, что за ночью настанет день…

## В ролях
- Трипти Митра — Мала
- Зурэйн Ракши — Миан
- Хан Атаур Рахман — Касим
- Кази Халик — сестра Миана
- Майна Латиф — Ганджу

## История
Фильм снимался в то время, когда Пакистан был единым государством, и разделение было географическое, а не политическое — фильм был снят в Дакке (Восточный Пакистан, с 1970 года независимый Бангладеш), но режиссёром из Лахора (Западный Пакистан, ныне Пакистан), и снят на языке урду, который является родным для Запада.
За несколько дней до премьеры фильма новое правительство Пакистана (под руководством Аюба Хана) попросило продюсера фильма Наумана Тасира не выпускать фильм. Сценарист фильма Фаиз Ахмад Фаиз был заключён в тюрьму за свои коммунистические убеждения, а представителям Пакистана было запрещено присутствовать на премьере фильма, которая состоялась в Лондоне.
Фильм был утерян из-за политика и раздоров — в Пакистане был неинтересен «фильм про Бангладеш», а в Бангладеш же был неинтересен фильм на языке урду.
Фильм был заново открыт на ретроспективе пакистанских фильмов на Кинофестивале трёх континентов в 2007 году — Анджум Тасир, сын продюсера фильма, искал оставшиеся оригинальные копии и собрал их вместе для версии, которую можно было бы экранизировать; через год фильм частично был показан на Нью-Йоркском кинофестивале 2008 года, полностью был восстановлен в 2010 году, и в своё 50-летие был выбран для показа в рамках секции «Каннская классика» на Каннском кинофестивале 2016 года.

## Критика
Все роли в фильме, за редким исключением, играют неактёры, что «наряду с извилистым взглядом камеры придает фильму почти документальное ощущение».
По словам индийского кинокритика Сайбала Чаттерджи, это единственный известный неореалистический фильм, снятый в Пакистане в то время.

Хотя по своей сути «Настанет день» — это самый простой вид повествования о рыбаке, мечтающем о свободе владения собственной лодкой, — он больше похож на поэзию или песню, чем на мелодраму, и более похож на сон, чем восхитительный, но обоснованный гуманизм современных бенгальских фильмов Сатьяджита Рэя.